# Deirochelys reticularia
Deirochelys reticularia là một loài rùa trong họ Emydidae. Loài này được Latreille mô tả khoa học đầu tiên năm 1801.

## Hình ảnh

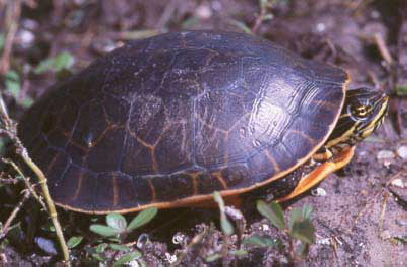
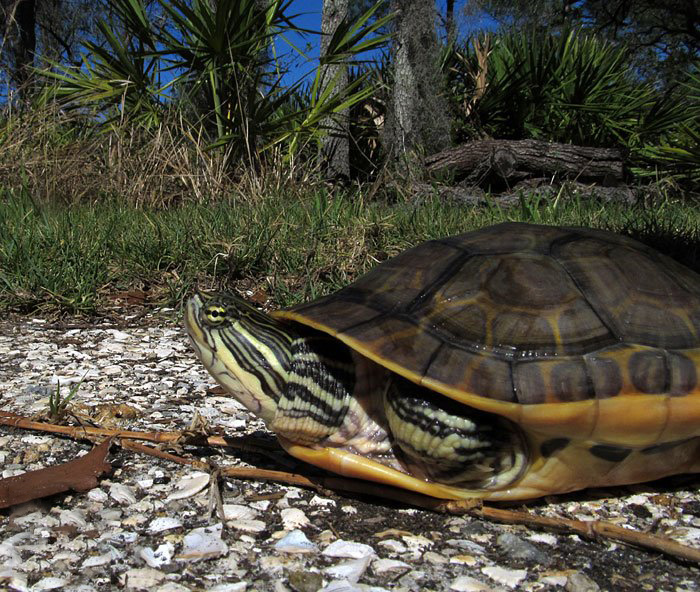
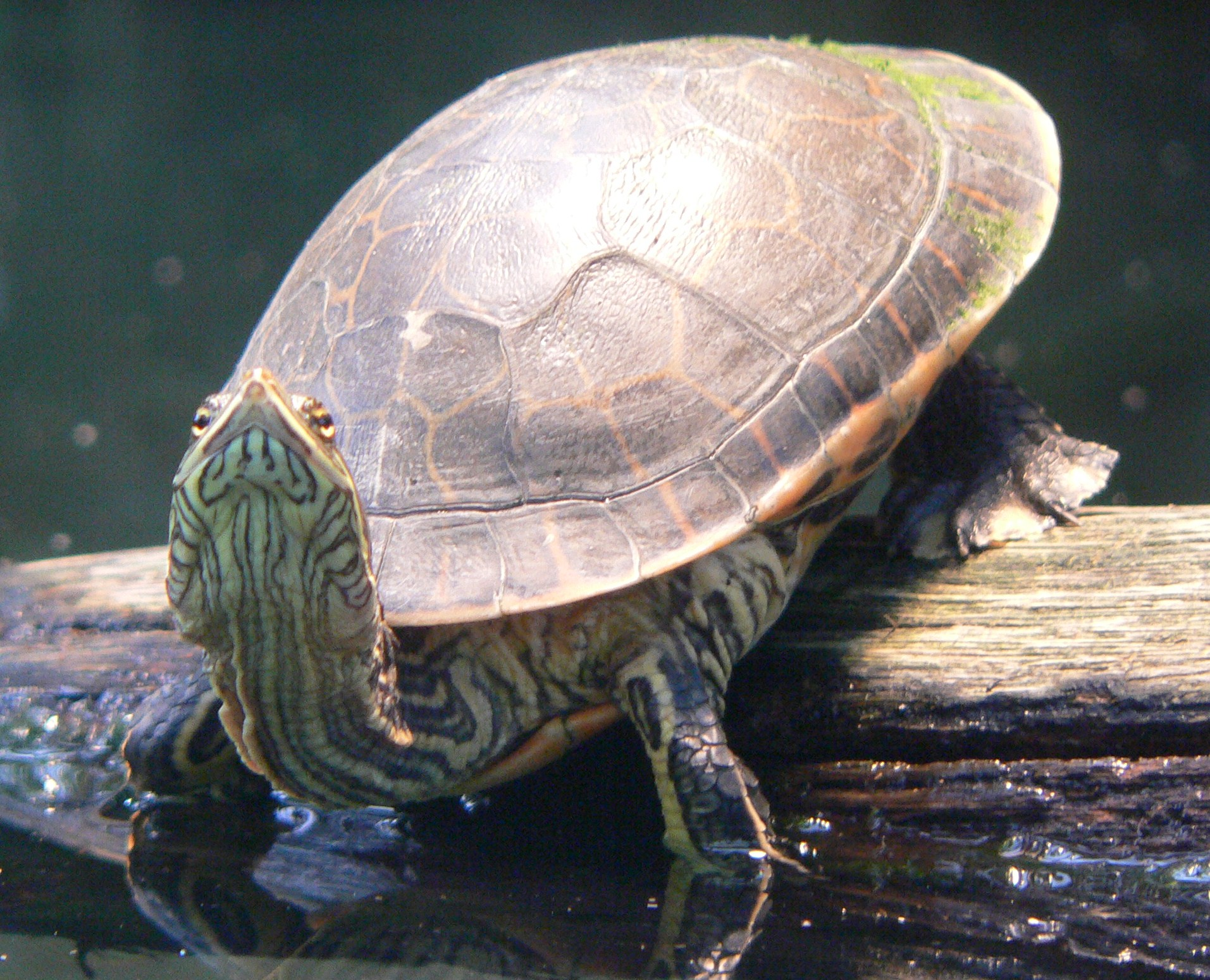